# کلیف مارتینز
کلیف مارتینِز (انگلیسی: Cliff Martinez؛ زادهٔ ۵ فوریهٔ ۱۹۵۴) آهنگساز و نوازندهٔ اهل ایالات متحده آمریکا است. او از سال ۱۹۸۳ میلادی تاکنون مشغول فعالیت بوده‌است. ابتدا درامر گروه‌هایی همچون رد هات چیلی پپرز و کاپیتان بیفهارت بود اما از دههٔ ۱۹۹۰ بیشتر به عنوان آهنگساز فیلم فعالیت می‌کند. از آثارش در زمینهٔ موسیقی فیلم می‌توان به سکس، دروغ و نوار ویدئویی، رانندگی، سولاریس (فیلم ۲۰۰۲) و شیطان نئونی اشاره کرد.